# 学校法人明の星学園
学校法人明の星学園（がっこうほうじんあけのほしがくえん）は、日本の学校法人。

## 概要
浦和明の星女子中学校・高等学校、浦和明の星幼稚園、青森明の星中学・高等学校、青森明の星短期大学、青森明の星短期大学付属幼稚園、弘前明の星幼稚園を経営する。
福山暁の星女子中学校・高等学校等を経営する学校法人福山暁の星学院（広島県福山市）、明星学園高等学校等を経営する学校法人明星学園（東京都三鷹市）、明星中学校・高等学校（東京都）や明星大学等を経営する学校法人明星学苑（東京都府中市）、明星中学校・高等学校（大阪府）を経営する学校法人大阪明星学園（大阪府大阪市天王寺区）とは別法人で、設立母体も異なる（ただしこの内、福山暁の星女子中学校・高等学校、明星中学校・高等学校（大阪府）は、カトリックミッションスクール）。

## 沿革
- 1934年（昭和 9年） - カナダに本部のある聖母被昇天修道会（S.A.S.V）より修道女5名が来日。
- 1937年（昭和12年） - 青森市に青森高等技芸学院（現・青森明の星高等学校）を開校。
- 1941年（昭和16年） - 第二次世界大戦中、日本での敵国人の抑留政策の一環として、聖母被昇天修道会の修練院「聖母院」が敵国民間人の抑留所に指定され、ここに修道女たちが軟禁される[1]。
- 1963年（昭和38年） - 青森明の星短期大学を開学。
- 1967年（昭和42年） - 学園創立30周年を期に（昭和42年）浦和市（現：さいたま市緑区）に浦和明の星女子高等学校を開校。生徒・教職員ともに10数名でのスタートだった。当時は武蔵野線が開通しておらず受験生が少なかったこともあるが、入学定員を埋めるために合格点を下げることをせず、敢えて学校側の合格基準点に達した生徒だけを合格としていた。
- 1968年（昭和43年） - 浦和明の星女子短期大学開学。
- 1971年（昭和46年） - 青森明の星短期大学付属幼稚園を開園。
- 2003年（平成15年） - さいたま市緑区に浦和明の星女子中学校を開校。中高一貫校となる。浦和明の星女子短期大学閉校。
- 2006年（平成18年） - 浦和明の星女子高等学校開校40周年。中学入学第一期生が高校に進学。2006年度より高校の募集停止。中学4学級化開始。
- 2007年（平成19年） - 青森明の星短期大学の現代コミュニケーション学科・音楽科・幼児保育学科を、こども学科・現代介護福祉学科に改組。
- 2008年（平成20年） - 青森明の星中学校開校。
- 2008年（平成20年） - 浦和明の星女子中学校6期生入学、中高一貫化完了。
- 2009年（平成21年） - 浦和明の星女子高等学校40期生（中学1期生）卒業、高校4学級化開始。
- 2011年（平成23年） - 浦和明の星女子高等学校42期生（中学3期生）卒業、4学級化完了（中高全24学級）。

## 設置校
- 浦和明の星女子中学校・高等学校
- 浦和明の星幼稚園
- 青森明の星中学・高等学校
- 青森明の星短期大学
- 青森明の星短期大学付属幼稚園
- 弘前明の星幼稚園

過去にあった設置校
- 明の星女子短期大学

## 受賞等
- 1989年（昭和61年） 明の星学園理事長であるアンリエット・カンティンが勲四等に叙せられ宝冠章を受章